# Francis Langley
Francis Langley (* 1548; † 1602) war ein Theaterbesitzer im Elisabethanischen Zeitalter. Nach James Burbage und Philip Henslowe war Langley der dritte bedeutende  Theaterunternehmer in einer Zeit, als das Elisabethanische Theater seinem Höhepunkt entgegenstrebte.

## Hintergrund
Der aus dem Dorf Althorpe in North Lincolnshire stammende Onkel John Langley, ein Londoner Goldschmied, der 1577 auch als Bürgermeister fungierte, zog Francis groß. Seine Ausbildung war von kurzer Dauer, da Francis den Versuchungen erlag, welche seine Position bot und er schließlich wegen diverser Indiskretionen aus dem Unternehmen ausscheiden musste. Er überwand aber zunächst seinen Hang zu jugendlichen Eskapaden und bekleidete später in London das Amt des „Alnager and Searcher of Cloth“ (etwa: „Tuchmesser, bzw. Ellenstempler und Prüfer von Stoffen“); er war also ein offiziell bestellter Qualitätsprüfer von Kleiderstoffen. Seinen Posten als Tuchprüfer erhielt er durch eine Empfehlung von Sir Francis Walsingham. Langley war jedoch recht bald in Gerichtsverfahren verwickelt, in welchen ihm Betrug und Erpressung vorgeworfen wurden. In der Halbwelt alter verwinkelter Häuser, Bordelle und Theater fühlte Langley sich am Wohlsten und betrieb ein Kreditverleihergeschäft. Er wurde auf den königlichen Sattler Thomas Cure aufmerksam, den Besitzer der Paris Gardens, deren Areal auch ein Vergnügungsparks mit Bearbaitingbetrieben am Südufer der Themse zugehörte. Dieser saß aufgrund seiner Verschuldung im Gefängnis und Langley bot ihm 850 Pfund für seine Paris Gardens. Bis auf 95 Pfund floss alles in die Schuldentilgung Cures. Allerdings musste der finanziell klamme Langley hierfür selber einen Kredit „auf Zinsen des Waisengerichts Londons“ aufnehmen. Ingram beschrieb das üble Geschäft der Kreditbürgschaften (engl. „Cosigning“) Langleys, der im Falle des Rückzahlungsverzuges sofort die eingetragenen Sicherheiten einforderte. Zeitgenossen sagten, dass er keinen Freund habe, der eine größere Summe zugunsten des besagten Francis Langley bereitstellen würde. Später nahm Langley eine Hypothek auf seinen gesamten Besitz in Cheapside auf, um für £ 1.650 auf seinem neu erworbenen Grund der Paris Gardens Miethäuser zu errichten. Zuvor hatte Langley schon 13 Wohnhäuser gebaut, von denen neun vermietet waren.

## Das Swan Theatre

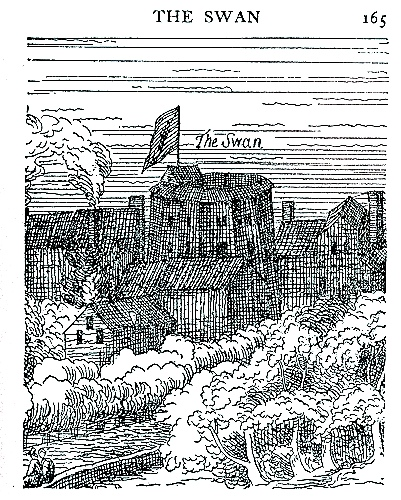
Das Swan Theatre 1616

Langleys hauptsächlicher Beitrag zum Elisabethanischen Theater war die in den Jahren 1595 bis 1596 erfolgte Errichtung des Swan Theatres in Southwark, am Südufer der Themse, geradewegs gegenüber der City of London. Das Swan war das viertgrößte Theater in London, nach Burbages The Theatre von 1576, Lanmans Curtain von 1577 und Henslowes The Rose von 1587 – jedoch war das Swan das am besten ausgestattete und optisch Auffälligste der vier. Das noch existierende – und aufgrund seiner tiefen Lage ständig von Hochwasser bedrohte – Herrenhaus auf dem Gelände gehörte dereinst zu dem Templerorden-Kloster in Bermondsey, welches, wie alle derartigen Häuser in königliche oder private Hände kam, nachdem Heinrich VIII. die Auflösung der englischen Klöster veranlasst hatte. Im November 1594 beschwerte sich der Lord Mayor Londons bei dem Lord High Treasurer und Staatssekretär Lord Burghley über Langleys Pläne ein Theater in der Nachbarschaft zu errichten. Dort existierten nämlich bereits das Rose und der Beargarden.
Die Beschwerde des Lord Mayor hatte jedoch keinen wahrnehmbares Ergebnis zur Folge und so war das Swan Theater gesichert im Februar 1597 fertiggestellt, als Langley einen Vertrag mit den Pembroke’s Men, einer Schauspieltruppe (Company), welche das neue Haus fest bespielen sollte, unterzeichnete. Der Vertrag beinhaltete die interessante Anmerkung, dass das Theater zum Zeitpunkt der Unterzeichnung bereits schon bespielt wurde. Wer aber dort – im Jahr 1596 – gespielt hat, ist nicht überliefert; da jedoch Shakespeare eine Verbindung mit Langley hatte, erscheint es möglich, dass es die Lord Chamberlain’s Men waren.
Langley nutzte die gleiche unternehmerische Arbeitsweise sein Kollege Henslowe, indem er verschiedene Schauspieler und Ensembles exklusiv unter Vertrag nahm und im Gegenzug für eine zuverlässige finanzielle Absicherung sorgte. Leider hinterließ Langley der Nachwelt nicht die relativ umfangreichen Dokumentationen, wie sie Henslowe anfertigte. Langleys Wirken liegt daher im Dunkeln und ist heute schwer zu erfassen.

## Langleys und Shakespeares Disput mit Gardiner
Langley verband mit William Shakespeare eine ungenannte Beziehung. Im November 1596 wurden dem Sheriff von Surrey, dem Shire, in dem sich Southwark befindet, zwei Klageschriften zugestellt. In der ersten verklagte Langley die Personen William Gardiner und William Wayte. Wayte verklagte daraufhin Shakespeare, Langley und zwei Frauen namens Anne Lee und Dorothy Soer.
William Gardiner war ein korrupter Friedensrichter in Surrey. Der kanadische Literaturhistoriker Leslie Hotson beschreibt Gardiners Leben als eine Melange von „Gier, Wucherei, Betrug, Grausamkeit und Meineid“. Kurz vor diesen Ereignissen hatte Gardiner zunächst Anklage wegen Verleumdung gegen Langley erhoben, weil dieser ihm ebendies, nämlich Meineid vorgeworfen hatte. Langley verteidigte sich hartnäckig und bestand darauf, dass diese Anschuldigung berechtigt war und er sie vor Gericht beweisen könne. Gardiner zog seine Klage daraufhin zurück. William Wayte war Gardiners Stiefsohn, in einem anderen Schriftstück als „a certain loose person of no reckoning or value being wholly under the rule and commandment of said Gardiner“ („eine bestimmte lose Person ohne Ermessen oder Wert, welche vollständig unter der Kontrolle und Kommando des besagten Gardiner steht“) beschrieben.

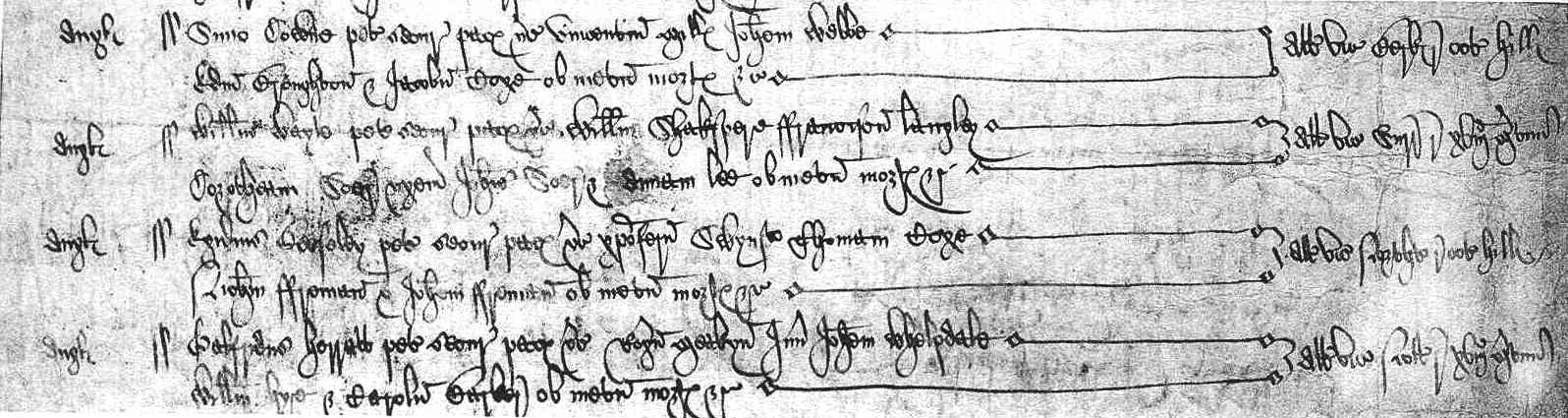
Niederschrift eines gerichtlichen Verfügungsantrags einer Friedensbürgschaft von William Wayte gegen William Shakespeare, Francis Langley und anderen

Shakespeares Rolle in diesem Disput ist unklar. Anne Lee und Dorothy Soer, die zwei Frauen, die zusammen mit Shakespeare in der zweiten Klageschrift genannt wurden, können nicht identifiziert werden. Hotson vermutet, dass sie im Theater als Hilfskräfte arbeiteten. Shakespeare könnte über die Pembroke’s Men mit Langley in Verbindung gestanden haben, mit denen er in den frühen 1590er Jahren zusammengearbeitet haben könnte, da sie mindestens zwei seiner frühen Stücke aufführten: (Titus Andronicus und Heinrich VI. Teil 3). Seine späteres Ensemble, die Lord Chamberlain’s Men, könnten das Swan im Sommer 1596 bespielt haben. Zumal Shakespeare zu jener Zeit in der Gegend gelebt hat. Hotson legt dar, dass der Streit zwischen Langley und Gardiner wahrscheinlich eskalierte, nachdem Gardiners Bluff der Verleumdungsklage aufgeflogen ist. Er glaubte, dass Gardiner Rache nahm, indem er jetzt Langleys Theaterinteressen bedrohte und mit Hilfe der ohnehin bestehenden puritanischen Gegnerschaft zum Theaterwesen „Langley and Shakespeare and his fellow actors at the Swan“ verfolgte. Dies könnte auch die Abrissandrohung des Swan mit sich gebracht haben, da Gardiner einige Monate nach Erteilung der Urkunden den Befehl erhielt, Langleys Theater abzubrechen. Jedoch wurde diese Anordnung bald aufgehoben. Wayte, als Gardiners Spion vor Ort, hätte dann wohl den mitunter gewalttätigen Zorn der Freunde des Swan-Theaters zu spüren bekommen. Die Fehde fand im November 1597 mit Gardiners Tod ihr Ende.

## Das TheaterstückThe Isle of Dogs
Eine geschäftlich recht erfolgreiche Zeit zwischen Frühjahr und Sommer 1597 wurde hinter sich gebracht, als ein Skandal die englische Theaterwelt erschütterte. Das Schauspiel The Isle of Dogs aus der Feder von Thomas Nashe und Ben Jonson wurde im Swan von den Pembroke’s Men  auf die Bühne gebracht und sogleich danach durch die Behörden verboten. Denn am 28. Juli verfügte das Privy Council, verärgert über die „recht aufrührerischen und skandalösen Themen“ („very seditious and scandalous matter“) in dem Stück, dass alle Theater für den Rest des Sommers zu schließen seien. Während diese Verfügung für alle anderen die Theater im Herbst wieder aufgehoben wurde, musste Langleys Swan Theatre weiterhin geschlossen bleiben. Ein Umstand, der ihm geschäftlich auch schwer zusetzte.
Ein Grund für die Versagung der Theatererlaubnis könnte sein, dass Langley bereits von den Behörden in einer anderen Angelegenheit vernommen wurde: 1592, im Englisch-Spanischen Krieg (1585–1604), hatten englische Seeleute unter Walter Raleigh eine spanische Karacke, die Madre de Dios (oder Madre de Deos), aufgebracht. Mit seiner überaus wertvollen Ladung wurde das gekaperte Schiff nach Dartmouth überführt, dort aber unter schlechte Aufsicht gestellt. Nachdem es von allerlei Plünderern heimgesucht wurde und Raleigh die Ordnung wieder herstellen konnte, waren von der Ladung im Werte von einer halben Million Pfund nur noch Werte von 140.000 Pfund übrig. Unter dem Plündergut befand sich auch ein riesiger Diamant. Nach Hinweisen verdächtigte Robert Cecil Langley des Besitzes, bzw. Weiterverkaufs von diesem.
Fünf der nun beschäftigungslosen Mitglieder der Pembroke’s Men wechselten – nach Auffassung Langleys, vertragswidrig – zu den Admiral’s Men an das Rose Theatre von Henslowe und schienen auch die Skripten ihrer Stücke mitgenommen zu haben. Langley verklagte sie daraufhin; wie es ausging geht aus den überlieferten Dokumenten jedoch nicht hervor. Es ist wahrscheinlich, dass Langley mit Henslowe eine Übereinkunft gefunden hat, denn die Schauspieler verblieben bei ihrer neuen Kompanie. Langleys Position konnte zu dieser Zeit nicht (mehr) sonderlich stark gewesen sein. Der verbliebene Rest der Pembroke’s Men, die Reihen sicherlich mit einigen neuen Mitgliedern aufgefüllt, tourte zwischen 1598 und 1599 außerhalb Londons. U. a. in Bath, Bristol, Dover und einer Reihe weiterer Städte.

## Boar’s Head
Die schlechten Erfahrung, die er gen Schluss mit dem Swan Theatre gemacht hat, haben Langley in Sachen Theater jedoch nicht ganz verdrossen. Das Boar’s Head Inn, außerhalb der nordöstlichen Mauern Londons befindlich, war bereits in den Jahrzehnten zuvor ein Ort des Schauspiels gewesen; 1598 wurde es durch eine Partnerschaft zwischen dem Geldverleiher und Unternehmer Oliver Woodliffe und Richard Samwell in ein richtiges Theater umgewandelt. Im November desselben Jahres übernahm Langley dann Woodliffes Anteile an diesem Unternehmen („for £100 down and three £100 bonds“).
Die ursprüngliche angelegte Konversion erwies sich jedoch als unzureichend und so wurde 1599 ein größerer Umbau in die Wege geleitet. Die mangelhafte Finanzierung aller Beteiligten, wie auch die ungeklärten Besitzverhältnisse von nunmehr drei Akteuren (ein Schauspieler namens Richard Brown finanzierte Samwell und übernahm später seine Anteile am Boar’s Head) erwiesen sich bald als ein großes Problem. So führte Langley eine Reihe von Gerichtsklagen gegen die anderen Beteiligten; eine Prozesswelle, die erst im Januar 1602 endete, als Langley starb. Nach Langleys Tod wurde sein Immobilienbesitz des Paris Garden verkauft. Im Herrenhaus fand im Jahr darauf das Bordell Holland’s Leaguer sein Zuhause. Das Swan existierte zwar noch, wurde aber nur noch spärlich bespielt. Unter anderem in der Zeit 1611–1613 von den Lady Elizabeth’s Men. Zwanzig Jahre, später, in einem Pamphlet von 1632, fand das Swan noch eine explizite Erwähnung als verfallenes Gebäude. Aber auch der finanziell schwach untermauerte Umbau des Boar’s Head kam nicht vorwärts und so wurde nur zwei Jahre nach Langleys Tod von den Witwen der ursprünglichen Besitzer (Browne und Woodliffe) auch dieses Projekt beerdigt.